# Chimoré

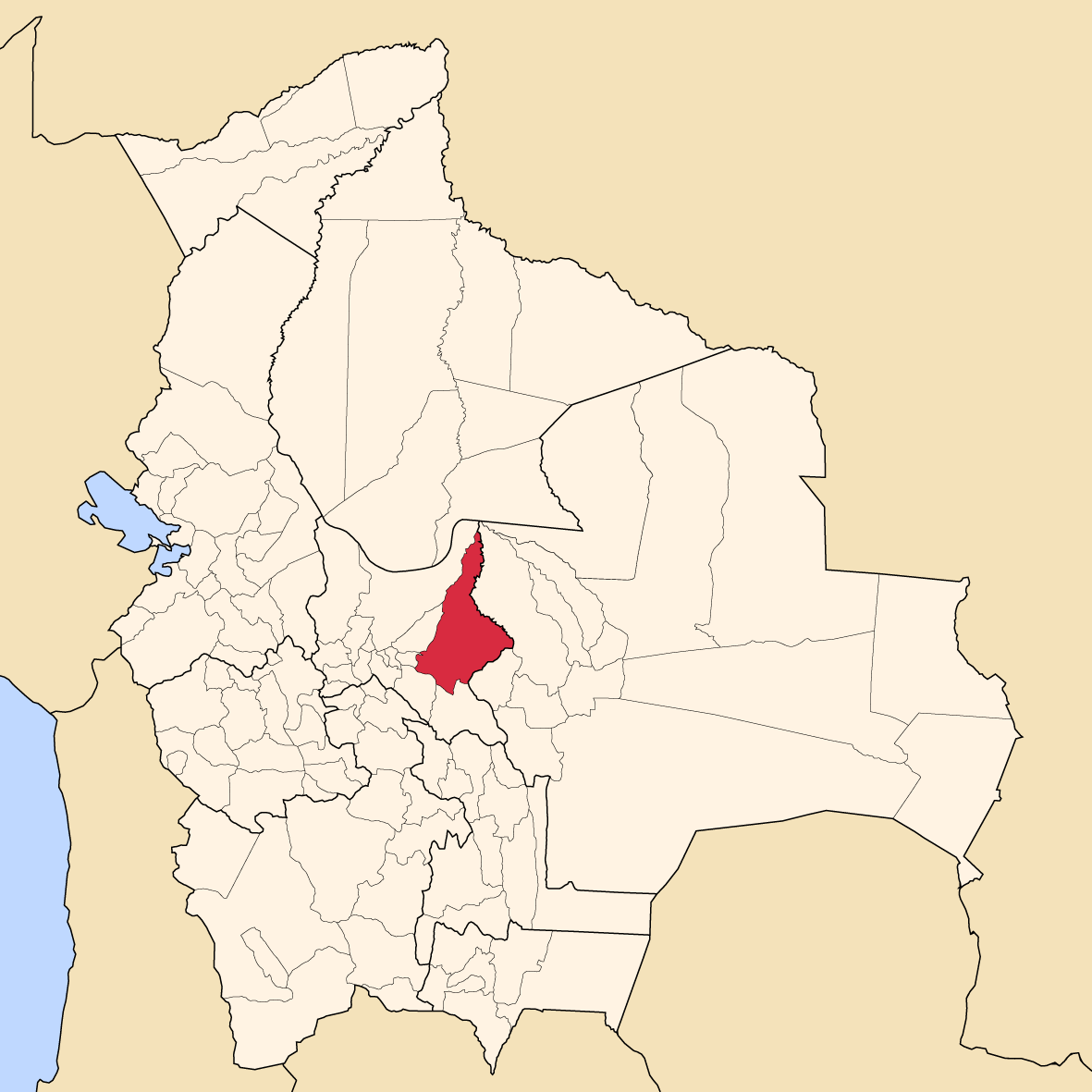
Mapa da Bolívia com a província de Carrasco em destaque na cor vermelha.

Chimoré é uma região da província de Carrasco no departamento de Cochabamba, na Bolívia. É a sede do município de mesmo nome.